# 加丹加省
加丹加省（法語：Province du Katanga）是刚果民主共和国南部的一个省，首府卢本巴希。根据新宪法，该省已于2009年2月被4个较小的省份坦噶尼喀省、上洛马米省、卢阿拉巴省、上加丹加省取代。1960年至1961年期间，该省曾在莫伊兹·冲伯的领导下展开过独立运动，并最终以失败告终。1971年—1997年，它的官方名称是沙巴省（Shaba）。
加丹加省面积为518,000平方公里，比原宗主国比利时大16倍。加丹加高原上的居民从事农业和畜牧业；省的东部则蕴藏著丰富的矿产资源，包括钴、铜、锡、镭、铀和钻石。
2015年，加丹加省拆分为五个省份，分别为：卢阿拉巴省、洛马米省、上洛马米省、上加丹加省及坦噶尼喀省。

卢阿拉巴省
洛马米省
上洛马米省
上加丹加省
坦噶尼喀省